# Kia Ceed
Kia Ceed — це хетчбеки і універсали C-класу, що виробляються південнокорейською компанією Kia з грудня 2006 року. 

## Перше покоління (Тип ED)

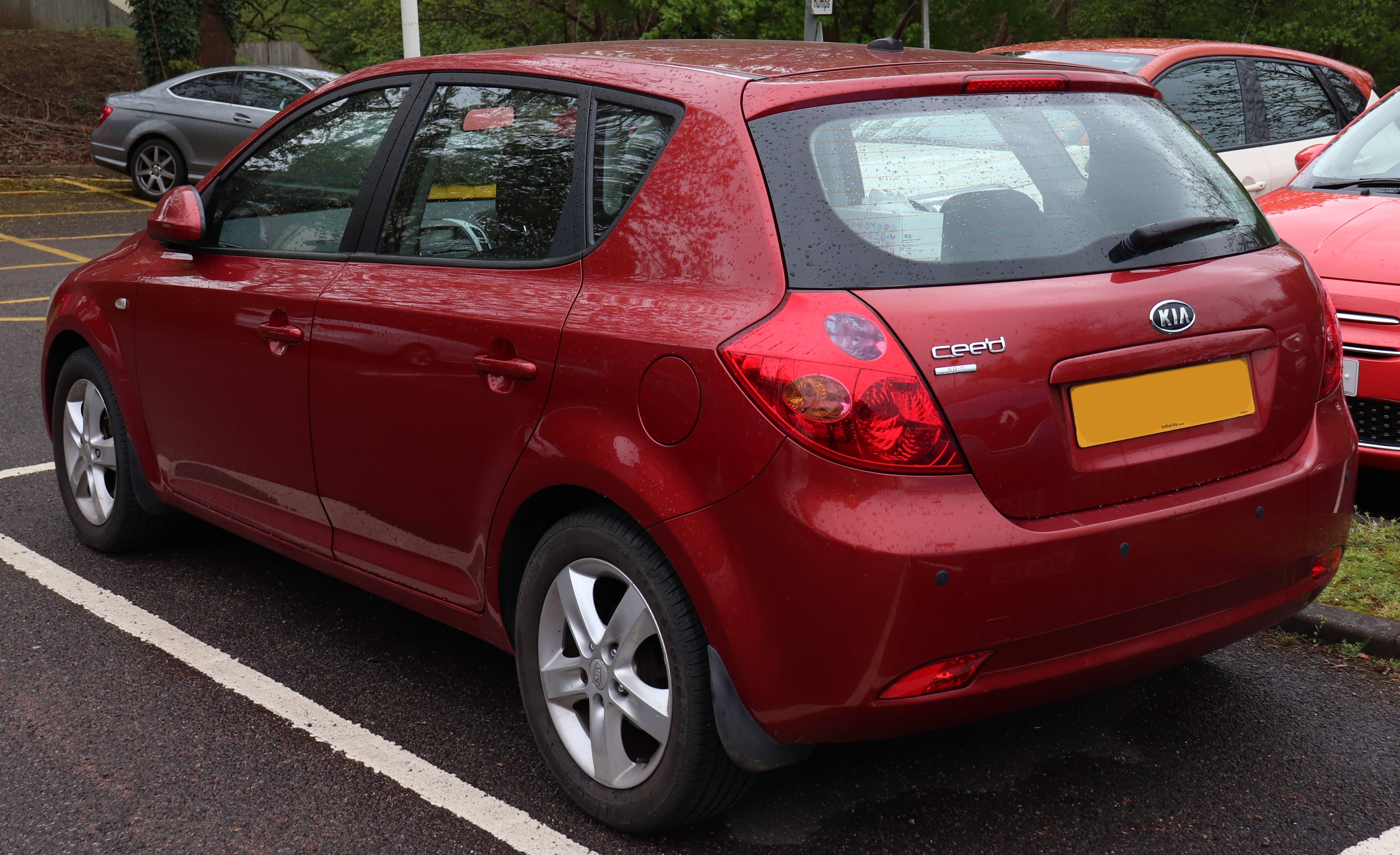
Kia cee'd (2006—2009)

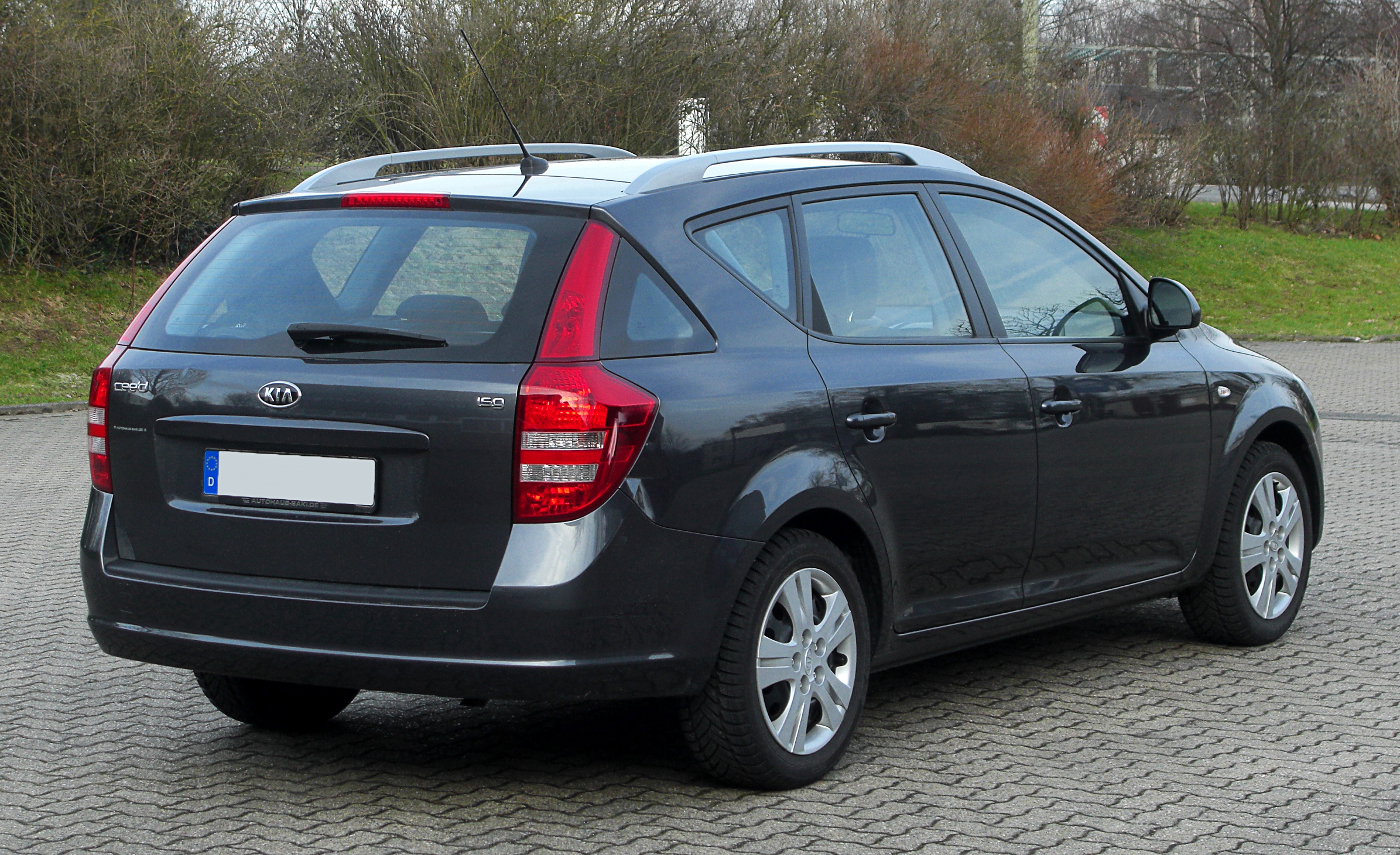
Kia cee'd sw (2007—2009)

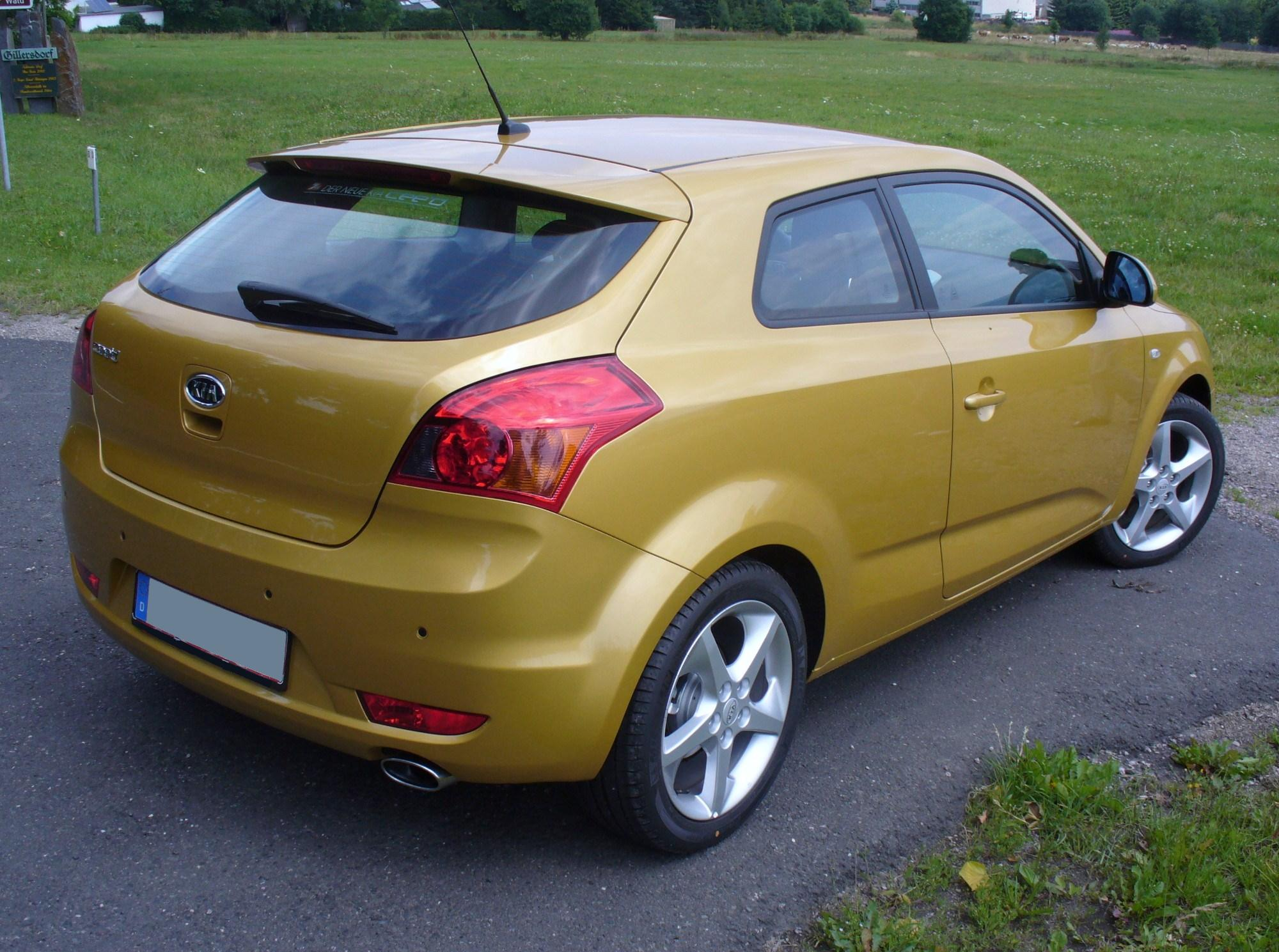
Kia pro cee'd (2008—2009)

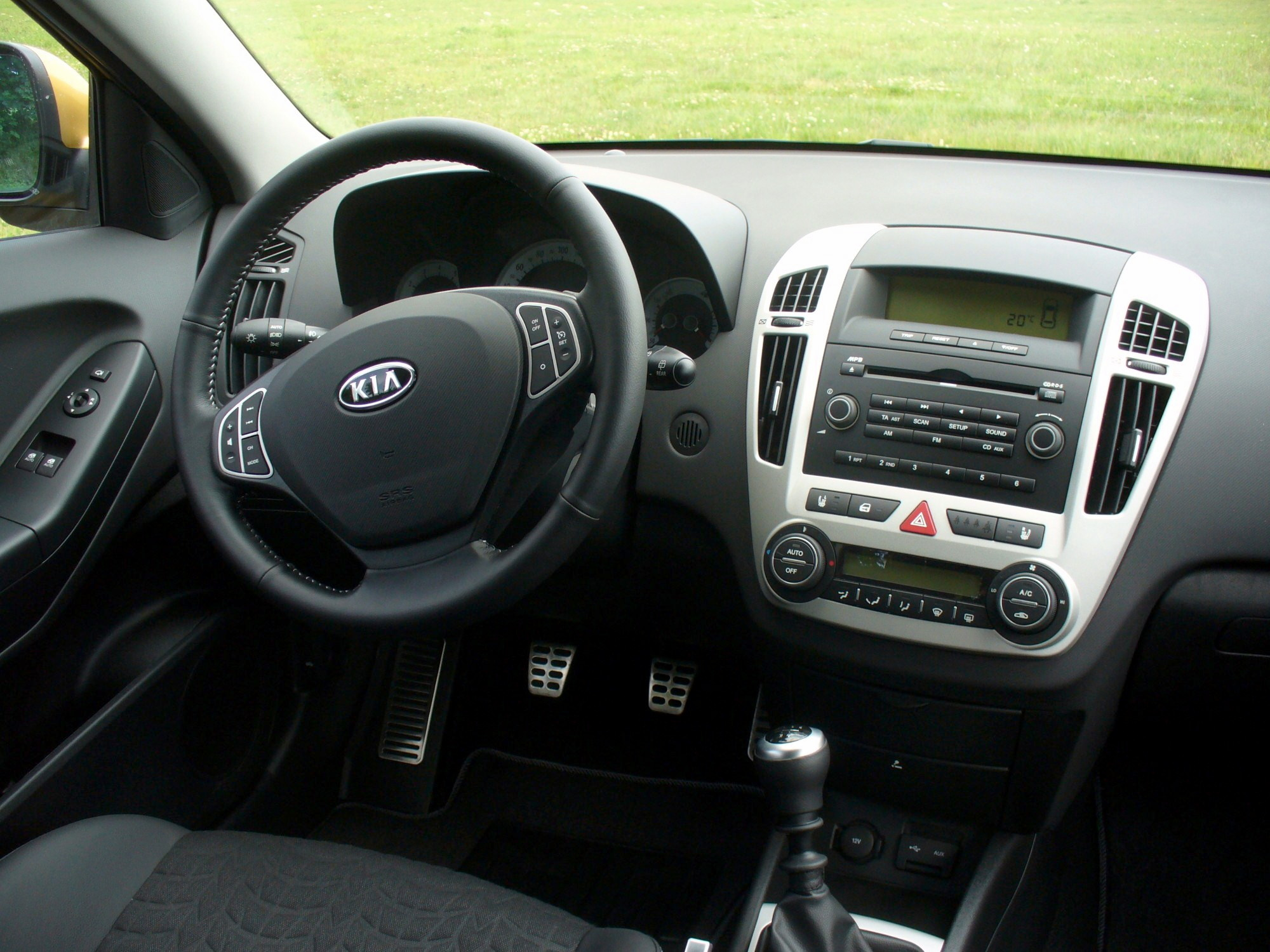
Салон

### Концепт-кари
Перший прототип серійної версії під назвою Kia cee'd, був представлений на Женевському автосалоні навесні 2006 року. Дизайн серійної моделі був розроблений під абревіатурою ED (Європейський дизайн) німецькою дизайнерською фірмою в Рюссельсхаймі
Перші зображення концепту pro_cee'd були опубліковані 20 вересня 2006 року. Остаточна серійна модель була представлена на вересневому Паризькому автосалоні 2006 року разом з двома подальшими версіями: pro_cee'd, трьох-дверної версії і cee'd sw, версією універсалу. Лінійка продуктів сід була розроблена спеціально для Європи і виробляється на новому заводі Кіа-Моторс в Жиліні (Словаччина) — Kia Motors Slovakia.
Перша модель cee'd з переробленим двигуном на зрідженому газі представлена на Auto Mobil International 2007.
У 2008 році на автосалоні в Лондоні «Kia Motors» представила прототип кабріолета excee'd. Дизайн був виконаний Петером Шраєром (нім. Peter Schreyer), який раніше розробив дизайн таких автомобілів як Audi TT і VW New Beetle. Чи піде кабріолет в
серію — невідомо.

### Походження назви
Ім'я cee'd вимовляється як англійське слово seed — сід (англ. насіння). В англомовній рекламі обігрується ця гра слів. Назва походить від абревіатури слів Європейське співтовариство фр. Communauté européenne (CE) та Європейський дизайн (ED) або від англ. Community of Europe and European Design (Співтовариство Європи та Європейський Дизайн). Прототип називався «ED». Помилкою, є, неофіційний варіант розшифровки від слів «cerato evolved», тому що Ceed — зайняв свою нішу, де був пробіл, а не замінив модель Cerato.
Коротка, незвичайна назва, з нетрадиційним нижнім регістром «с», має, на думку компанії, зміцнити образ автомобіля, що порушує традиційні автомобільні правила, захоплюючи його водіїв і дивуючи конкурентів.

### Виробництво
7 грудня 2006 року з конвеєра на новому заводі Kia Motors Slovakia у словацькому місті Жиліна зійшов перший серійний автомобіль. На заводі працює 2 600 чоловік в дві зміни, разом з автомобілями також виробляють дизельні двигуни.
На місяць раніше ніж було заплановано, 20 липня 2007 року, з конвеєра зійшов cee'd_sw. У перший тиждень виробництва було виготовлено більше ніж 1000 автомобілів. Здебільшого автомобілі поставлялися 5 найважливішим європейським Kia-партнерам. Перший вироблений SW дістався італійському покупцеві.
12 жовтня 2007 року 100 000-й Kia cee'd зійшов з конвеєра в Жиліні.
25 жовтня 2007 року почалося виробництво трьохдверного pro_cee'd, на 6 тижнів раніше запланованого. pro_cee'd разом з двома іншими cee'd-моделями і Kia Sportage четверта модель kia вироблена в Європі.
23 травня 2008 року зійшов з конвеєра 200 000-й автомобіль Kia cee'd.
У лінійці моторів було п'ять агрегатів — три бензинових і два дизельних. До першої групи ставилися «атмосферники» 1.4 (109 к.с.), 1.6 (122 к.с.) і 2.0 (140 к.с.), до другої — турбодизелі 1.6 CRDi (90 або 115 к.с.) і 2.0 CRDi (135 або 140 к.с.). Залежно від двигуна в розпорядженні водія було від 137 до 305 Нм крутного моменту. Коробки передач — механічні з п'ятьма або шістьма ступенями або чотирьохдіапазоннаавтоматична.

#### Рестайлінг 2009
Влітку 2009 року cee'd піддався рестайлінгу. Сильно змінилася передня частина автомобіля, інтер'єр отримав нові матеріали обробки, змінено приладову панель, центральну консоль і кермо. Також інженери перенастроювали ходову частину сімейства. Оптимізація спіткала еластокінематику задньої підвіски: нові резино-металеві з'єднання зробили її роботу тихішою. Пружини із збільшеним кроком витків були посилені і стали стійкіші до поперечних навантажень. Амортизатори — із зміненими характеристиками демпфування. Після ревізії бензинові мотори стали економічнішими, що допомогло відповідати їм нормам токсичності Євро-5. Змінилася і потужність: 1.4 почав видавати 90 сил, 1.6 отримав 126 к.с., а 2.0 — 143 к.с. Колишній турбодизель 1.6 поступився місцем новому агрегату сімейства U2 з турбокомпресором із змінною геометрією і акумуляторним уприскуванням нового покоління. Модель Kia cee'd випускалася на заводах в Словаччині, Росії та Україні. Про популярність автомобіля свідчить той факт, що тільки в одній Європі було реалізовано 430 000 машин.

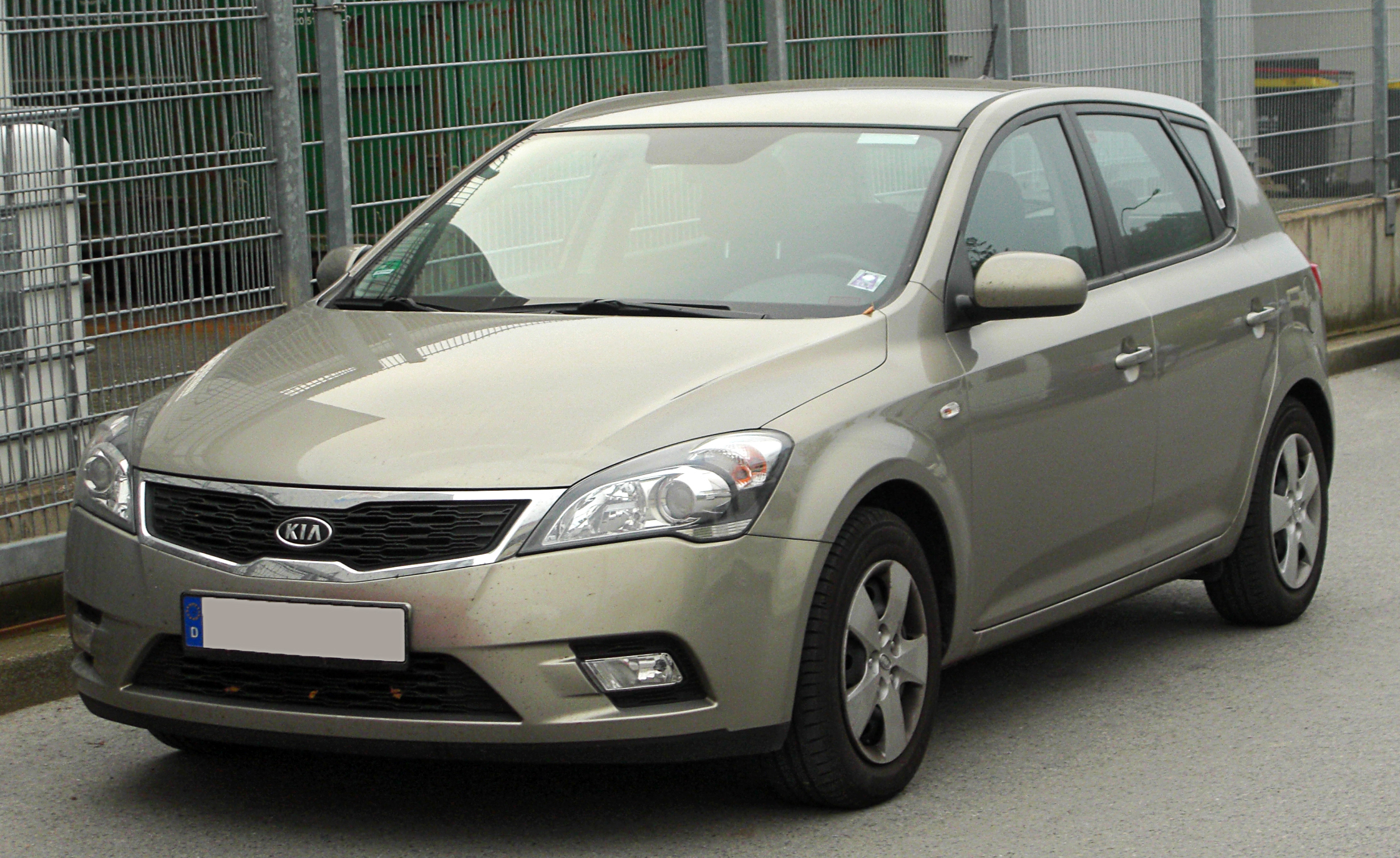
Kia cee'd (2009―2012)
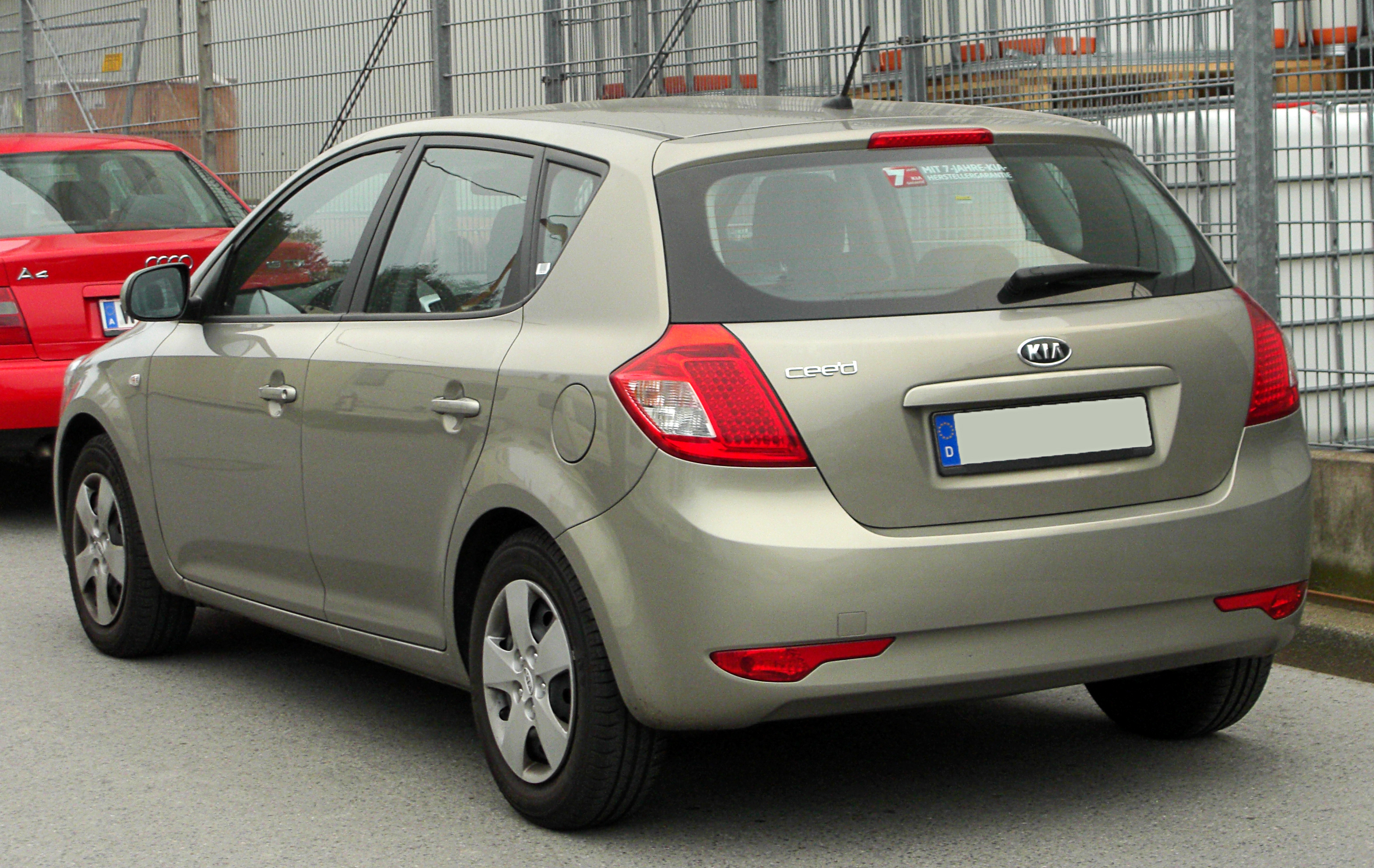
Kia cee'd (2009―2012)
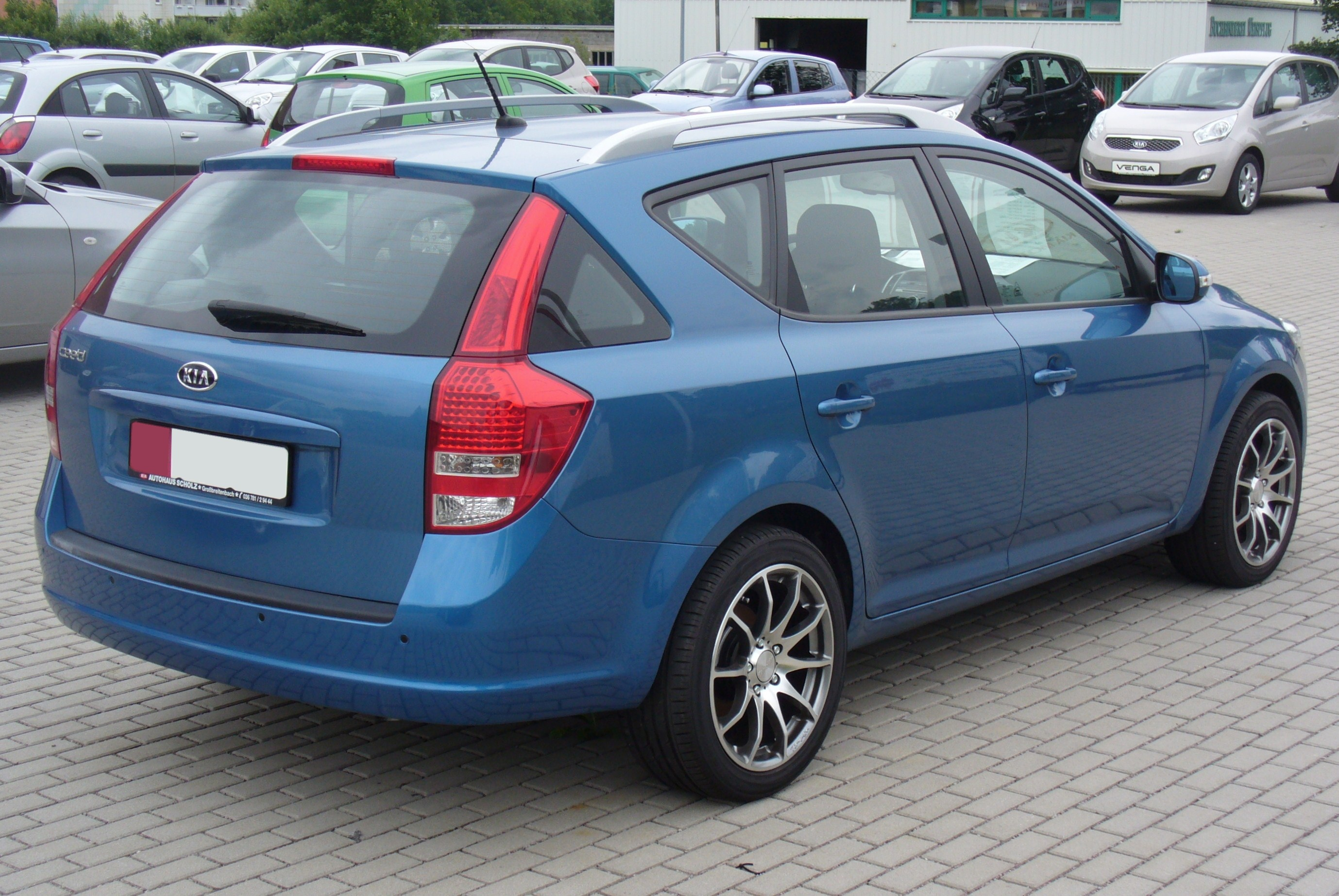
Kia cee'd sw (2009―2012)
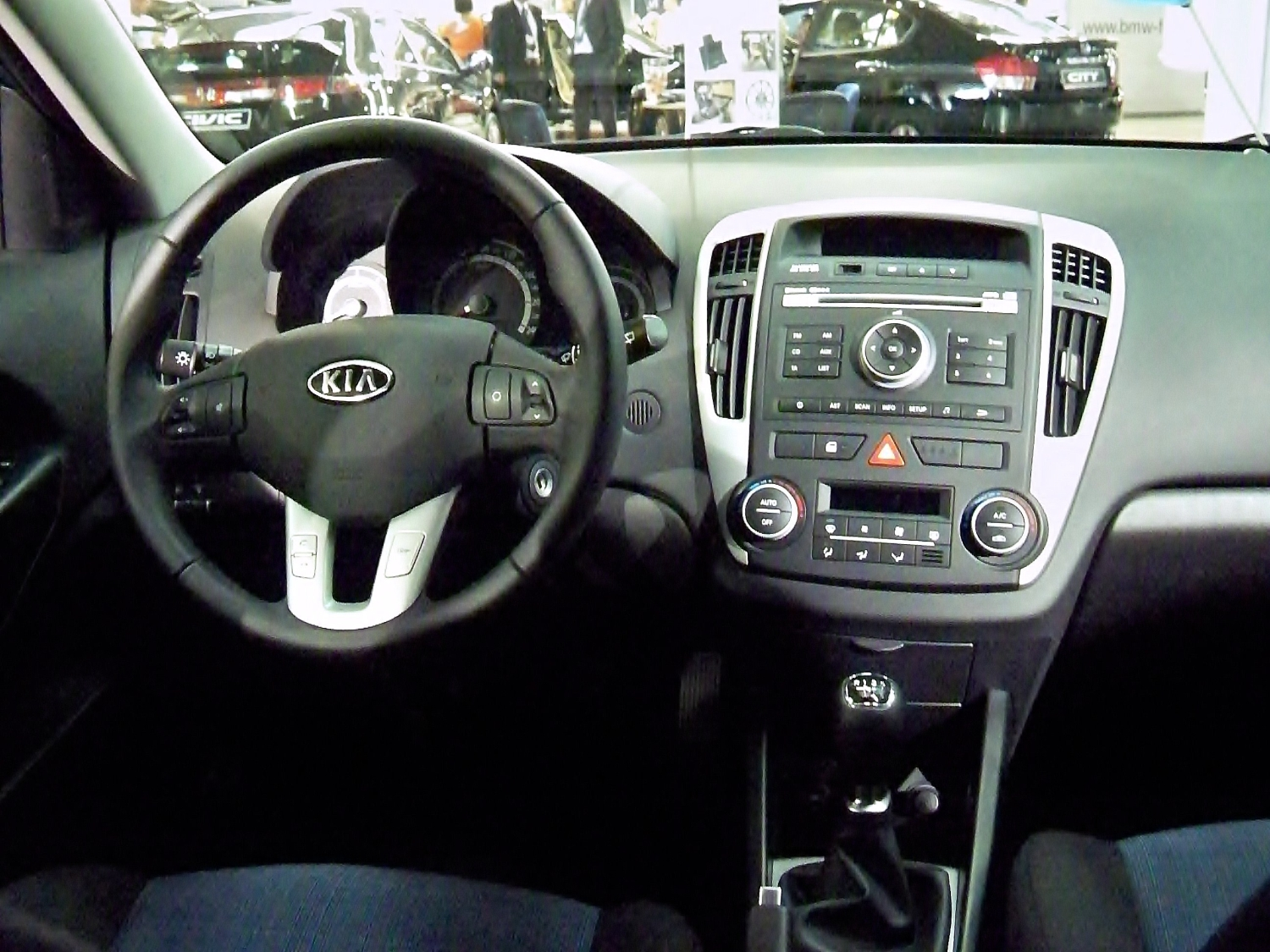
Kia cee'd (2009―2012)

### Двигуни
- 1.4 CVVT
- 1.6 CVVT
- 2.0 CVVT
- 1.6 CRDi 90
- 1.6 CRDi 115
- 1.6 CRDi 128
- 2.0 CRDi

## Друге покоління

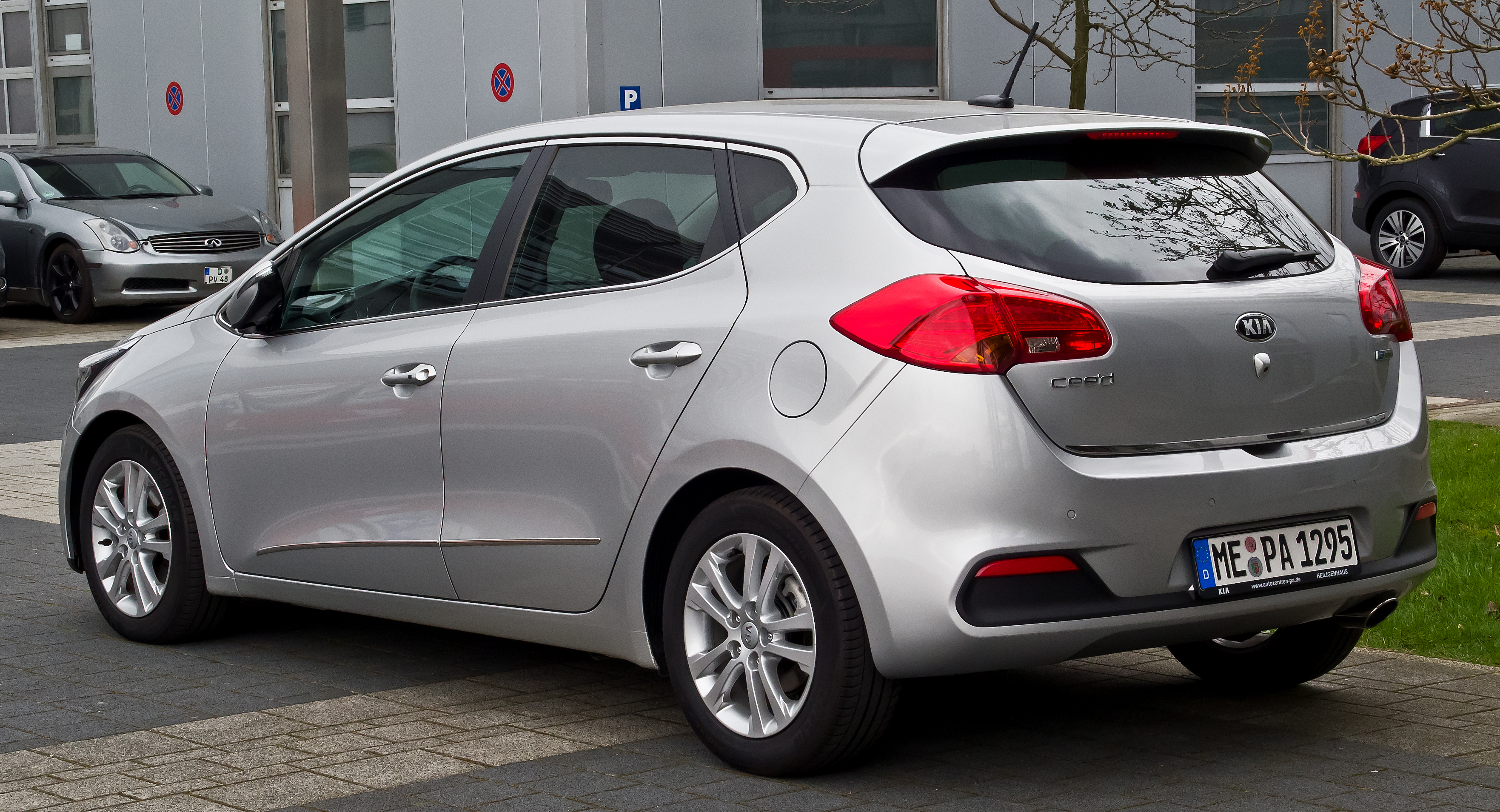
Kia cee'd (з 2012)

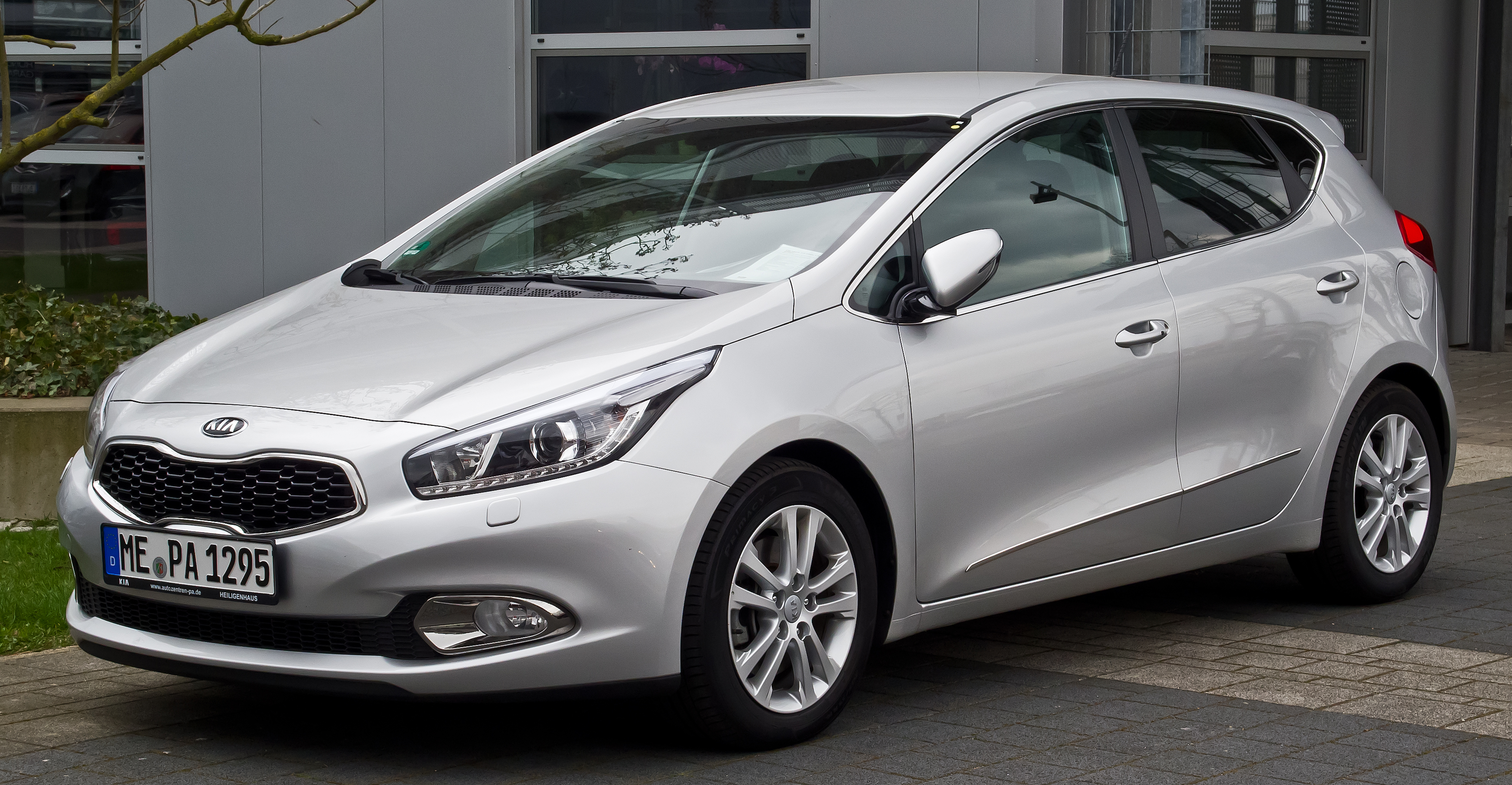
Kia cee'd (з 2012)

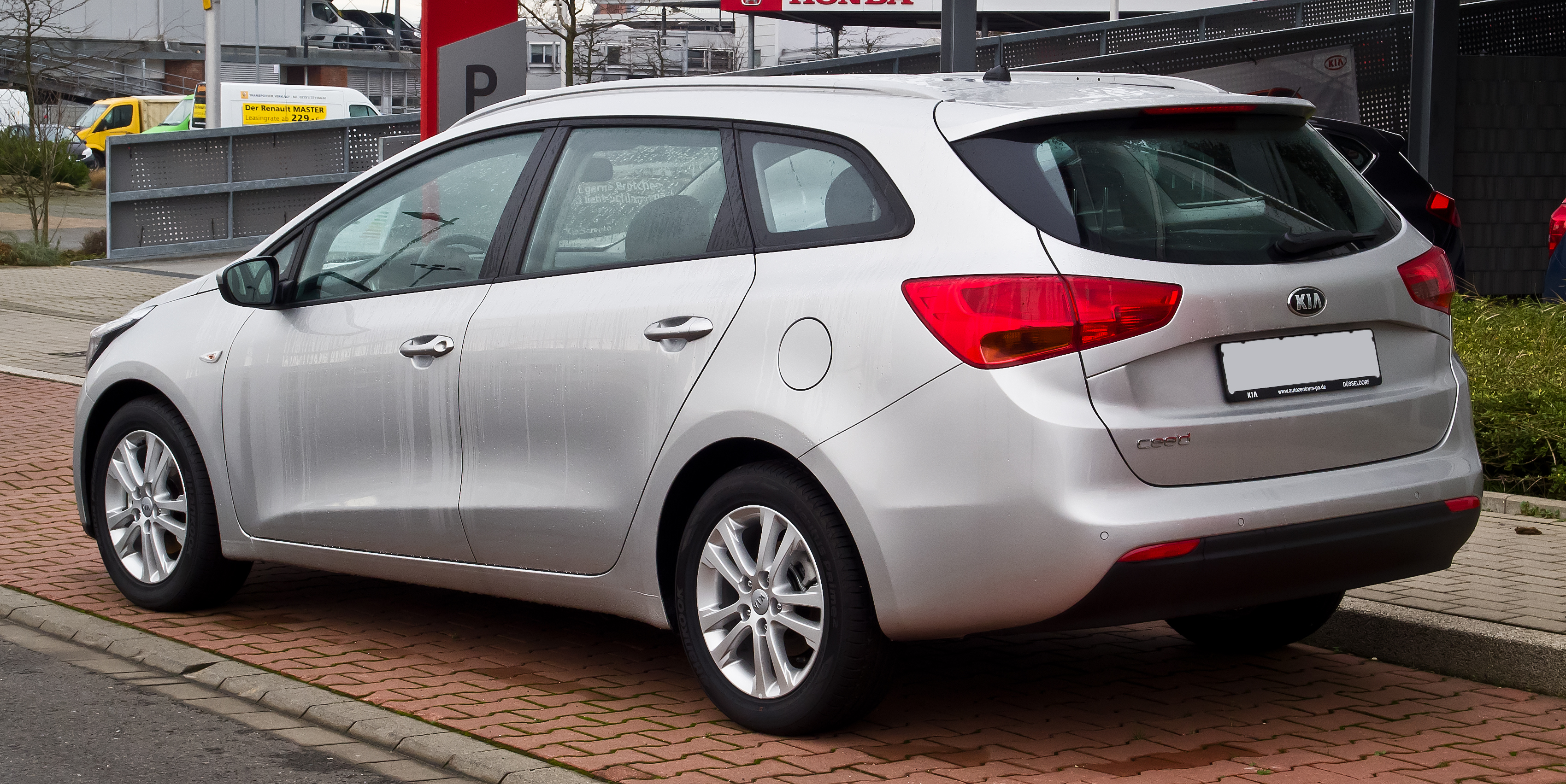
Kia cee'd sw (з 2012)

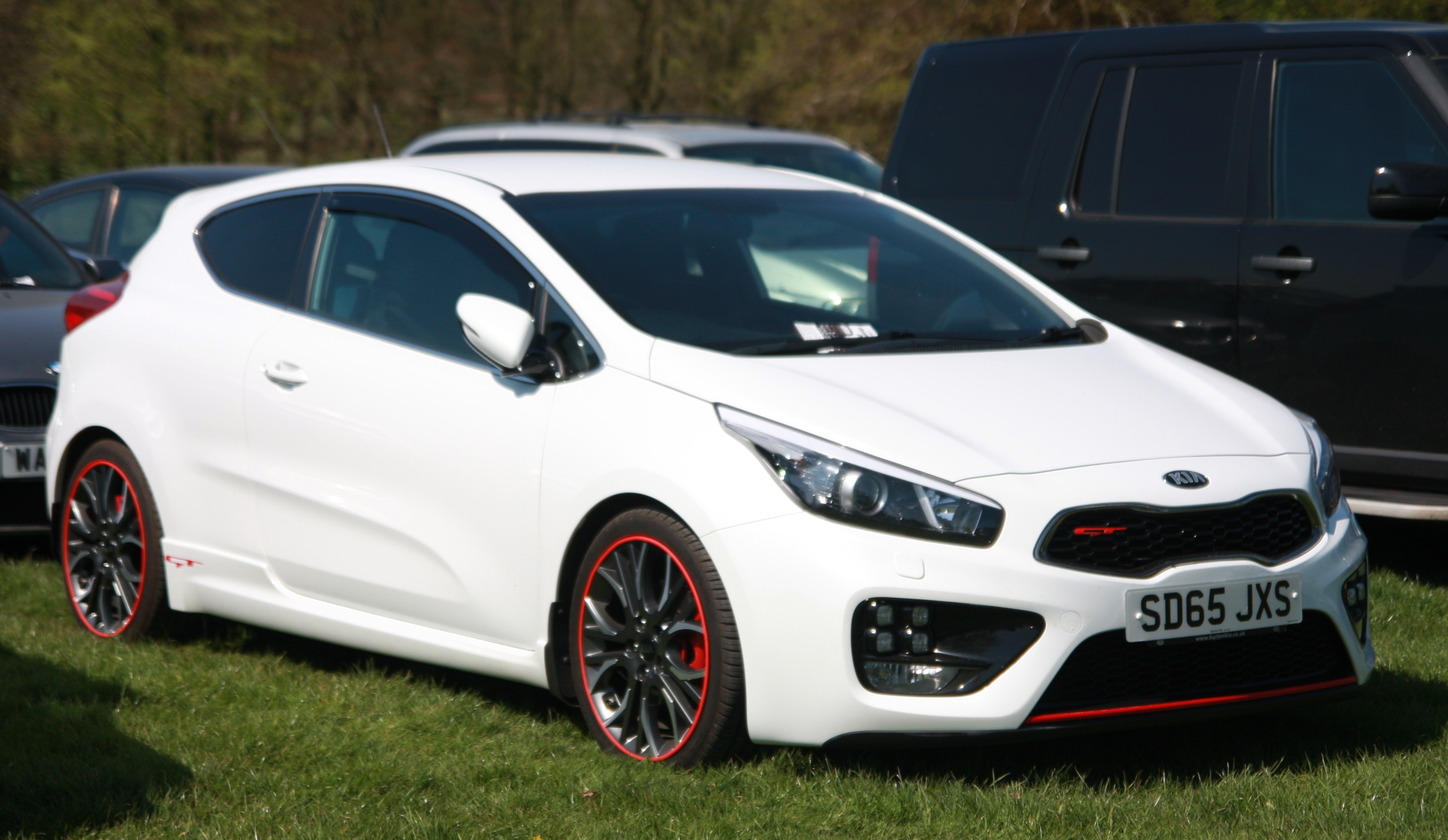
Kia pro cee'd GT (з 2013)

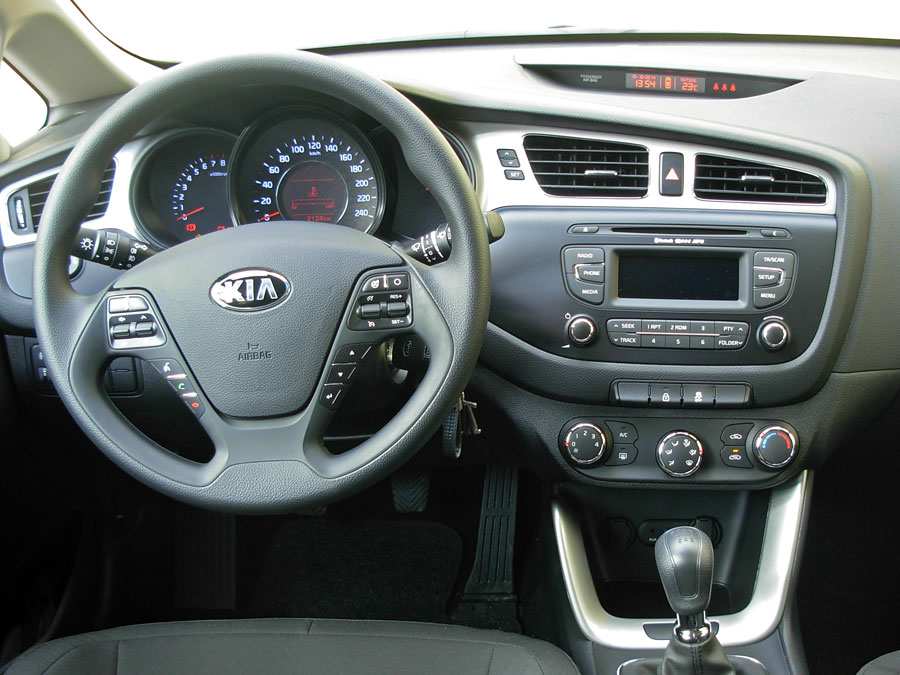
Салон

В березні 2012 року на автосалоні в Женеві представлено друге покоління Kia cee'd в кузові 5-дверний хетчбек і універсал.
Восени 2012 року на автосалоні в Парижі представлений Kia pro cee'd в кузові 3-дверний хетчбек.

### Kia pro cee'd GT і cee'd GT
В 2013 році Kia почала виробництво спортивної версії 3-дверної моделі pro_cee'd і 5-дверного хетчбека cee'd. Обидва автомобіля отримали турбований двигун 1.6 потужністю 204 к.с. і крутним моментом 265 Нм. Від звичайних версій Kia pro_cee'd GT і cee'd GT також відрізняють спортивний декор екстер'єра і інтер'єра.
Після появи версій GT Line у загальній лінійці Cee'd, покупці отримали можливість придбати більш спортивний автомобіль без додавання жорсткої підвіски. Ця модель має глибші передній та задній бампера зі світлодіодними ходовими вогнями, бокові обтічники та більші литі диски коліс. Базова модель Cee'd має різкі форми, отож, усі спортивні модифікації роблять загальну стилізацію типовішою. Задні двері даного автомобіля є тоншими, на відміну від тих, які пропонують найближчі конкуренти Ford Focus і Vauxhall Astra.
Існує і широкий вибір дизельних силових установок, серед яких представлено 1.4-літровий двигун CRDi на 89 кінських сил та дві версії 1.6-літрового турбодвигуна на 108 та 134 кінських сили. Дизельні двигуни здатні продемонструвати від 3.91 до 4.08 л/100 км економії. Найекономічніший дизельний двигун повертає до 3 л/100 км. Показники прискорення, при шестиступінчастій механічній коробці передач становлять 10.2 секунди та 10.6 — при новій семиступінчастій з подвійним зчепленням. Дизельний двигун на 134 кінських сили поєднується із семиступінчастою коробкою передач з подвійним зчепленням.
У салоні рестайлінгового «корейця» видимих змін більше, ніж в екстер'єрі. Так, на торпедо з'явилася хромовані окантовки навколо щитка приладів, дефлекторів обдування, приємна червоне підсвічування зони портів — прикурювача, USB і AUX. Для мультимедійної системи і камери заднього виду існуючого тачскрін-екрану розміром з хороший сучасний смартфон цілком достатньо. Система розпізнає, коректно розуміє і дозволяє управляти з машини навіть сторонніми музичними програмами смартфонів Apple.
Kia Pro Ceed був розроблений спеціально для європейського ринку і дебютував у 2007 році в рамках Женевського автосалону, а вже у 2012 році на ринок вийшов Proceed з кузовом хетчбек нового покоління.  Зовнішній вигляд автомобіля поєднує в собі елегантність зі спортивними нотками. Плавні лінії кузова Kia Proceed роблять передню частину автомобіля більш стрімкою і підвищують її аеродинамічні характеристики. Екстер'єр автомобіля виглядає акуратно ще й завдяки відмінно збалансованим широким бокам хетчбека. Автомобіль комплектується бамперами, які підкреслюють гострі передні фари і задні ліхтарі, завдяки чому кузов має стріловидну форму. Габарити Kia Proceed дорівнюють: довжина — 4249 мм, ширина — 1791 мм, висота — 1450 мм, колісна база — 2649 мм. 
Для автомобіля доступно три види 4-циліндрових двигунів на вибір: 1,6-літровий бензиновий GDi, 1,6-літровий турбо бензиновий GDi і 1,6-літровий дизельний CRDi. Двигуни автомобіля можуть працювати в парі з 6-ступінчастою автоматичною коробкою передач або з 5-ступінчастою механічною. Двигун, агрегатований з автоматичною коробкою передач здатний розігнати автомобіль з 0 до 100 км / год за 11,9 секунд і витрачає 6,6 л / 100 км і 10,8 секунд з механічною, який споживає 6,1л / 100км.

### Двигуни
- 1.4 CVVT
- 1.0 T-GDI
- 1.6 GDI
- 1.6 T-GDI GT
- 1.4 CRDi
- 1.6 CRDi

## Третє покоління

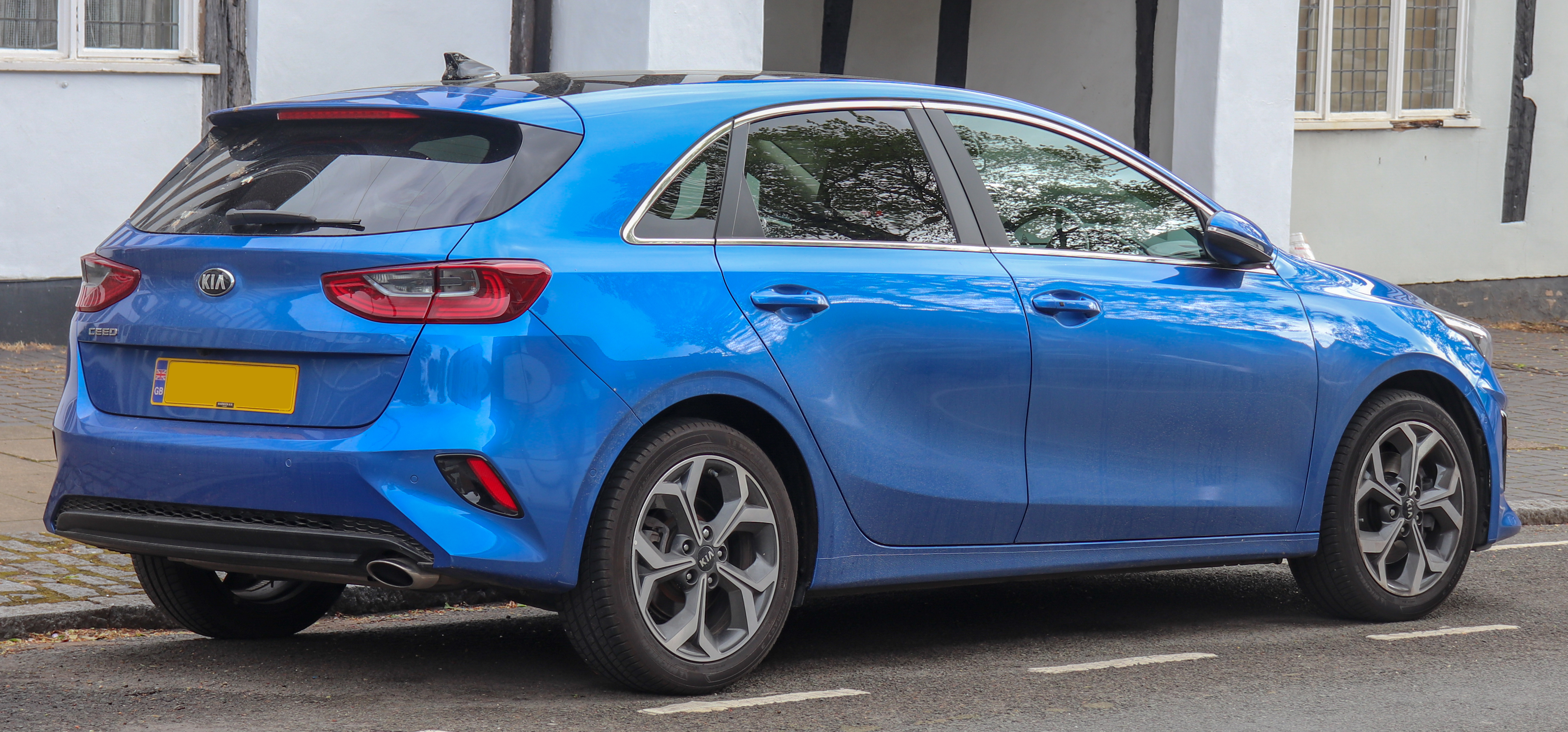
Kia Ceed

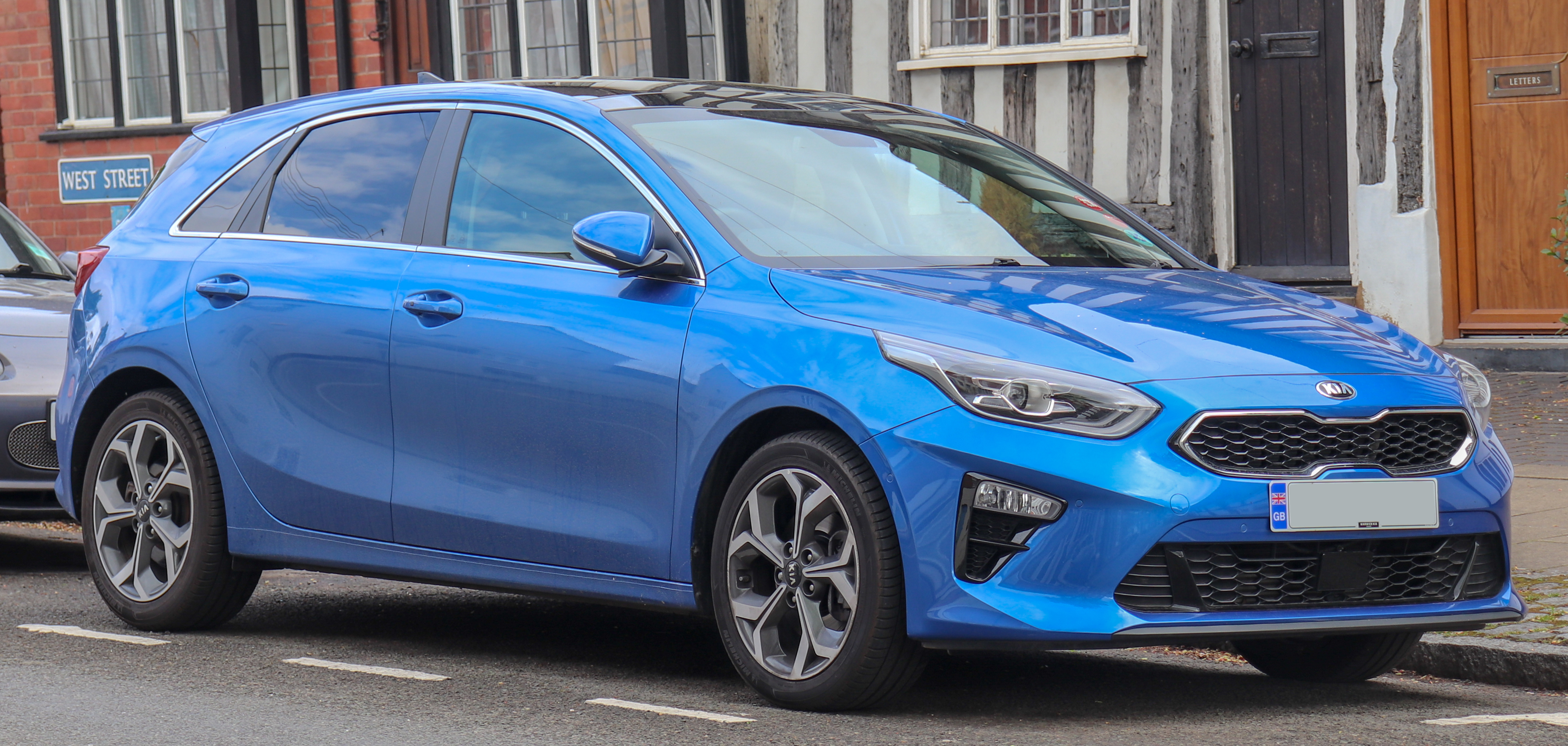
Kia Ceed

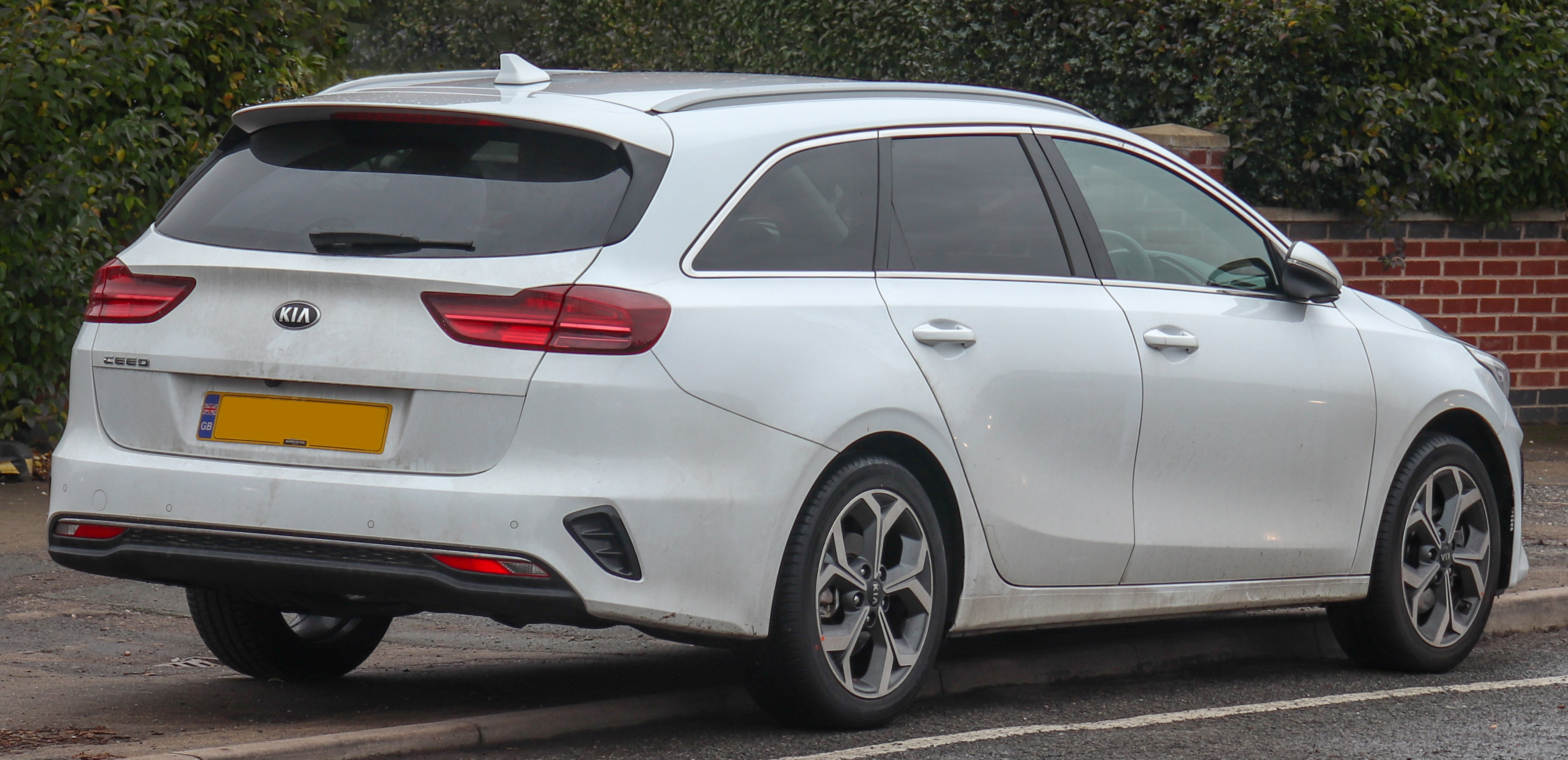
Kia Ceed SW

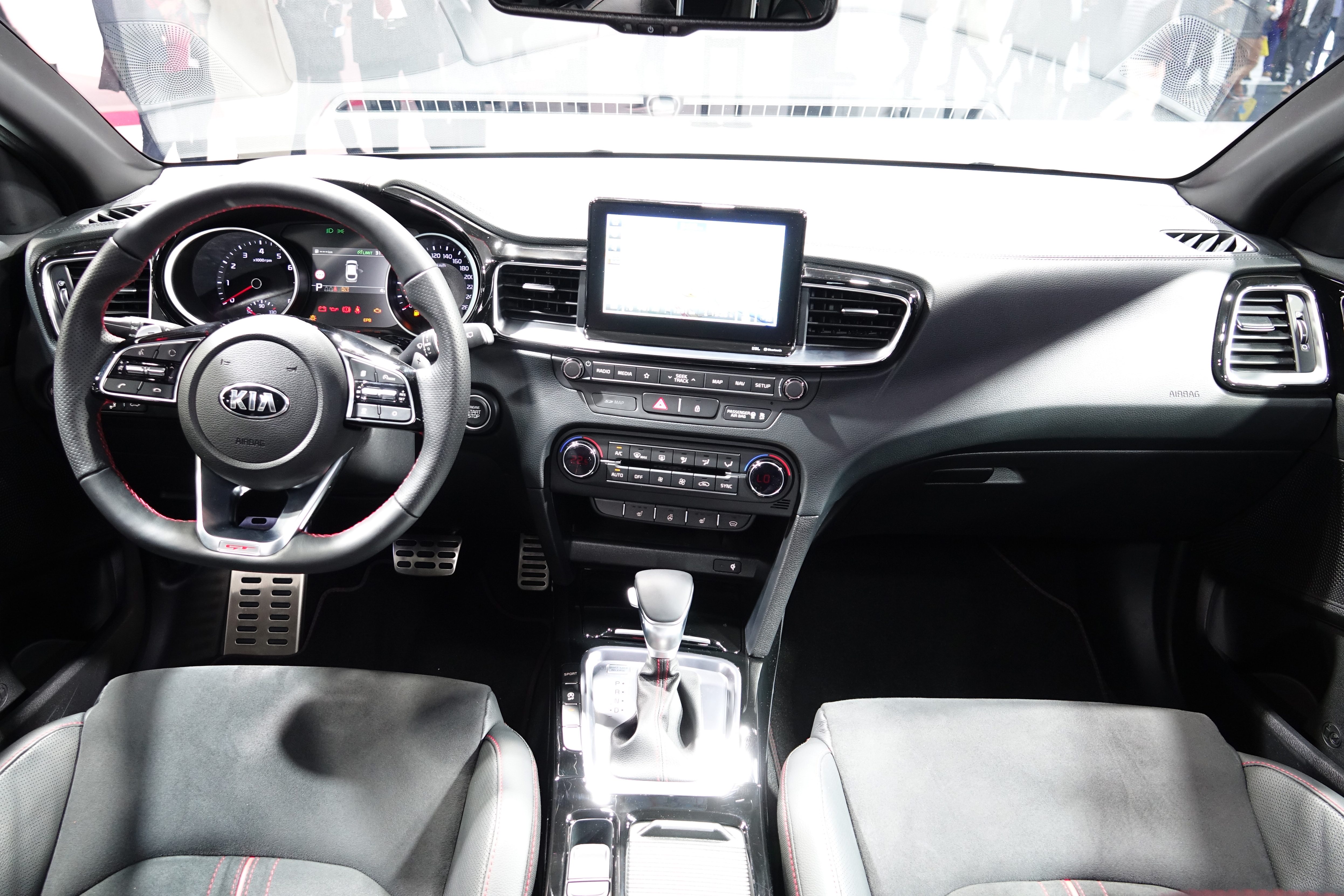
Салон

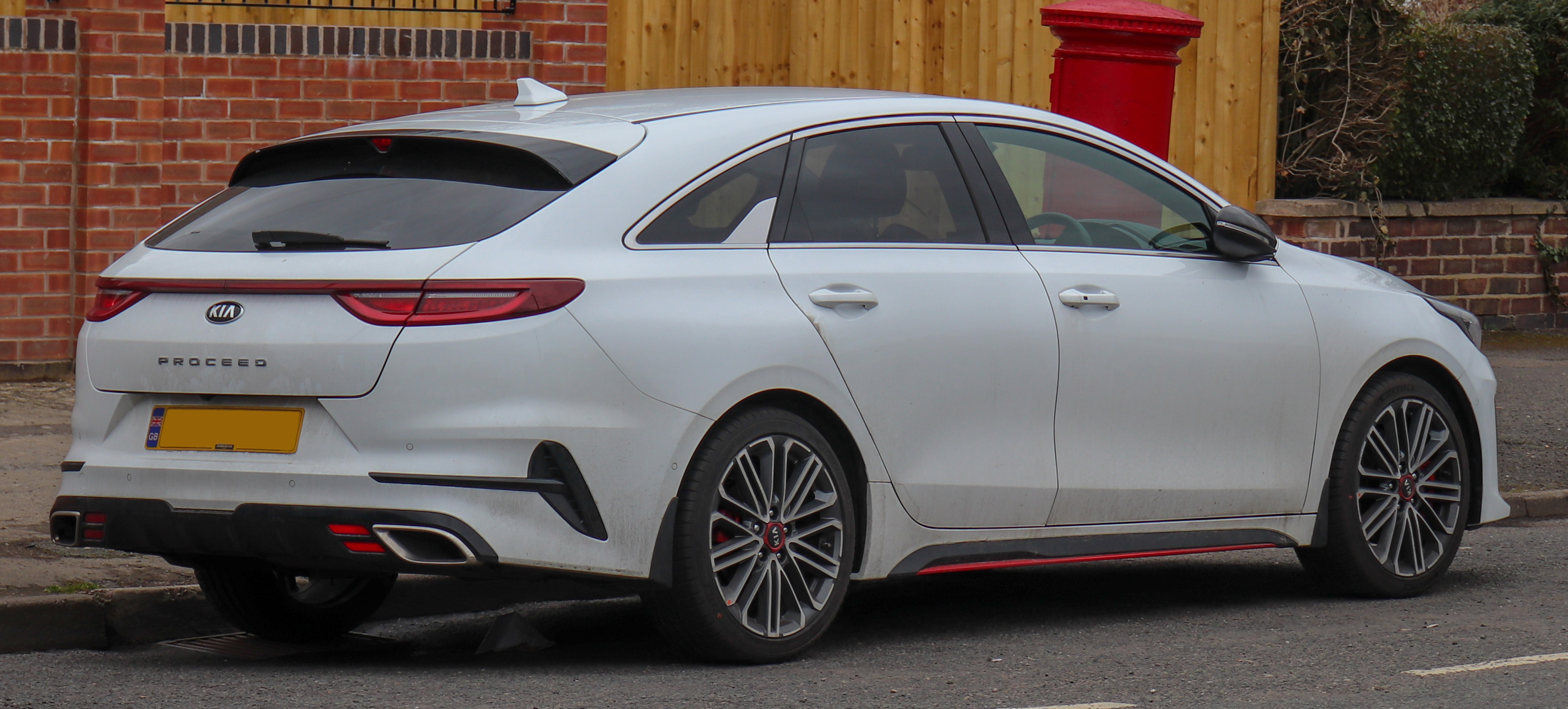
Kia Proceed

Третє покоління моделі дебюувало на автосалоні в Женеві в березні 2018 року і отримало назву Kia Ceed в кузові хетчбек та Kia SW Ceed в кузові універсал. Автомобіль збудовано на платформі К2 зі стійками McPherson спереду і багатоважільною підвіскою ззаду. Автомобілі отримали бензинові двигуни 1.0 T-GDI (120 к.с.), 1.4 (100 к.с.), 1.4 T-GDI (140 к.с.), турбодизель 1.6 CRDi (115 або 136 к.с.), шестиступінчасту «механіку» і семидіапазонний «робот». Продажі Ceed в Європі почнуться в четвертому кварталі 2018 року.

### Kia XCeed

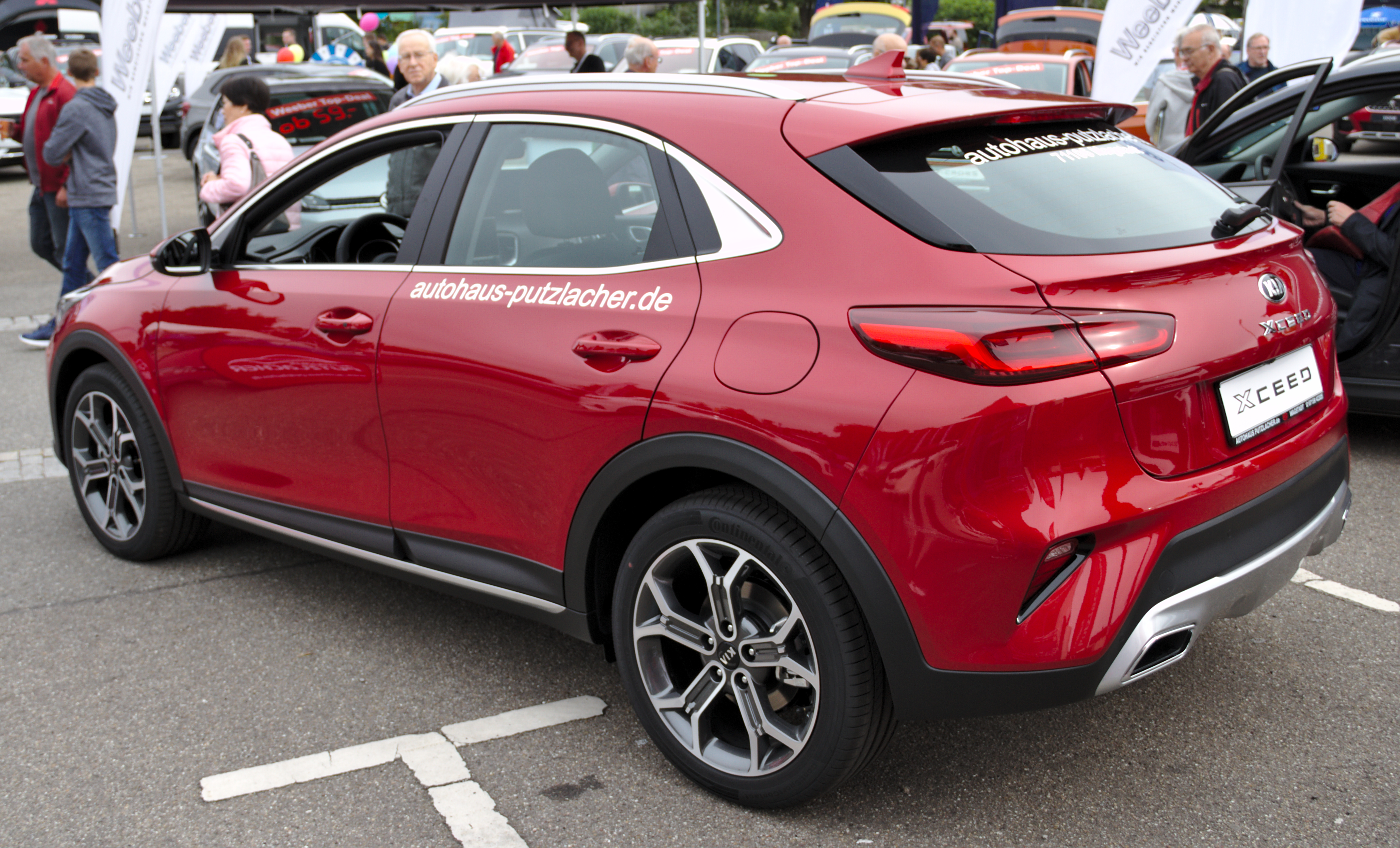
Kia XCeed

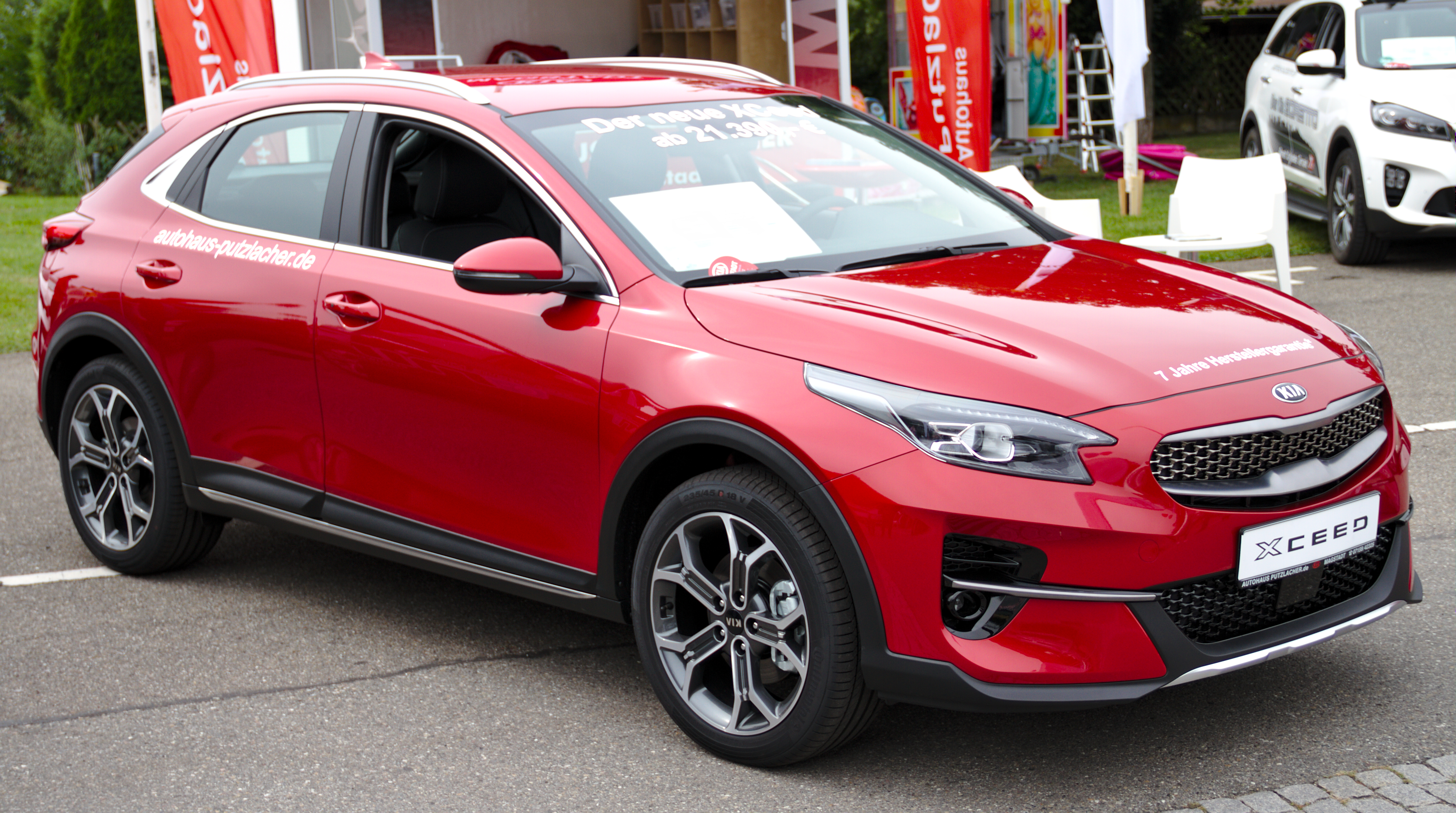
Kia XCeed

26 червня 2019 року дебютував кросовер Kia XCeed. XCeed побудований на тій же платформі K2, що і Ceed (стійки McPherson спереду і багатоважільна підвіска ззаду), але різниться з сімейством технічними деталями.
Довжина — 4395 мм, ширина — 1826 мм, висота — 1483 мм, колісна база — 2650 мм. Кліренс варіюється в межах 174—184 мм. Обсяг багажника становить 426—1378 л. Розмірність шин: стандарт — 205/60 R16, опція — 235/45 R18.
Kia XCeed оснащується турботрійкою 1.0 T-GDi (120 к.с., 172 Нм), турбочетвірками 1.4 T-GDi (140 к.с., 242 Нм) і 1.6 T-GDi (204 к.с., 265 Нм), а також турбодизелем 1.6 Smartstream CRDi в двох варіантах: 115 к.с., 280—300 Нм і 136 к.с., 280—320 Нм.

### Двигуни
Бензинові:
- R3 1.0 T-GDi 100 к.с.
- R3 1.0 T-GDi 120 к.с.
- R4 1.4 MPi 100 к.с.
- R4 1.4 T-GDi 140 к.с.
- R4 1.6 T-GDi 204 к.с.

Дизельні:
- R4 1.6 CRDi 115 к.с.
- R4 1.6 CRDi 136 к.с.

### Рестайлінг 2021 року

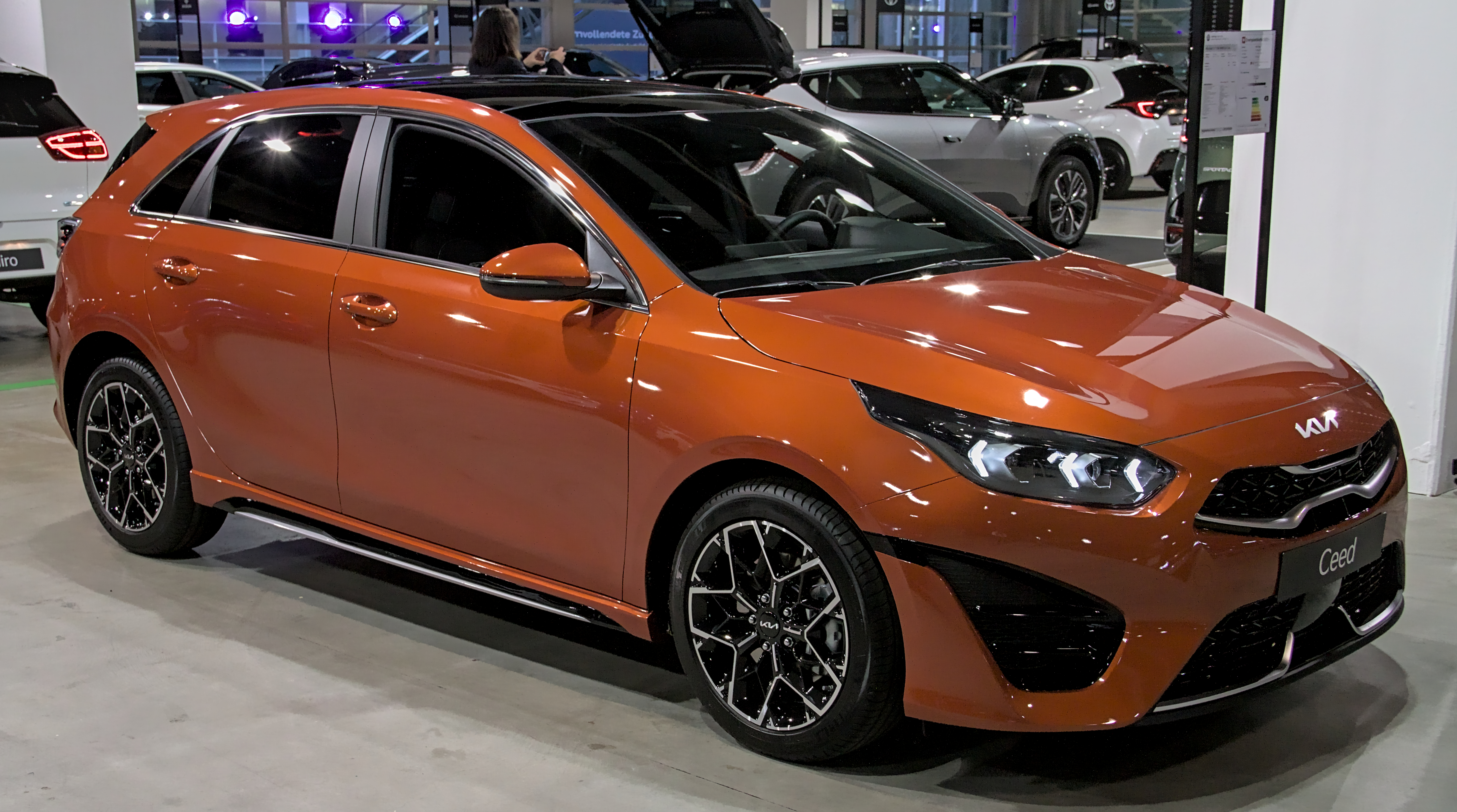
Kia Ceed (з 2021)

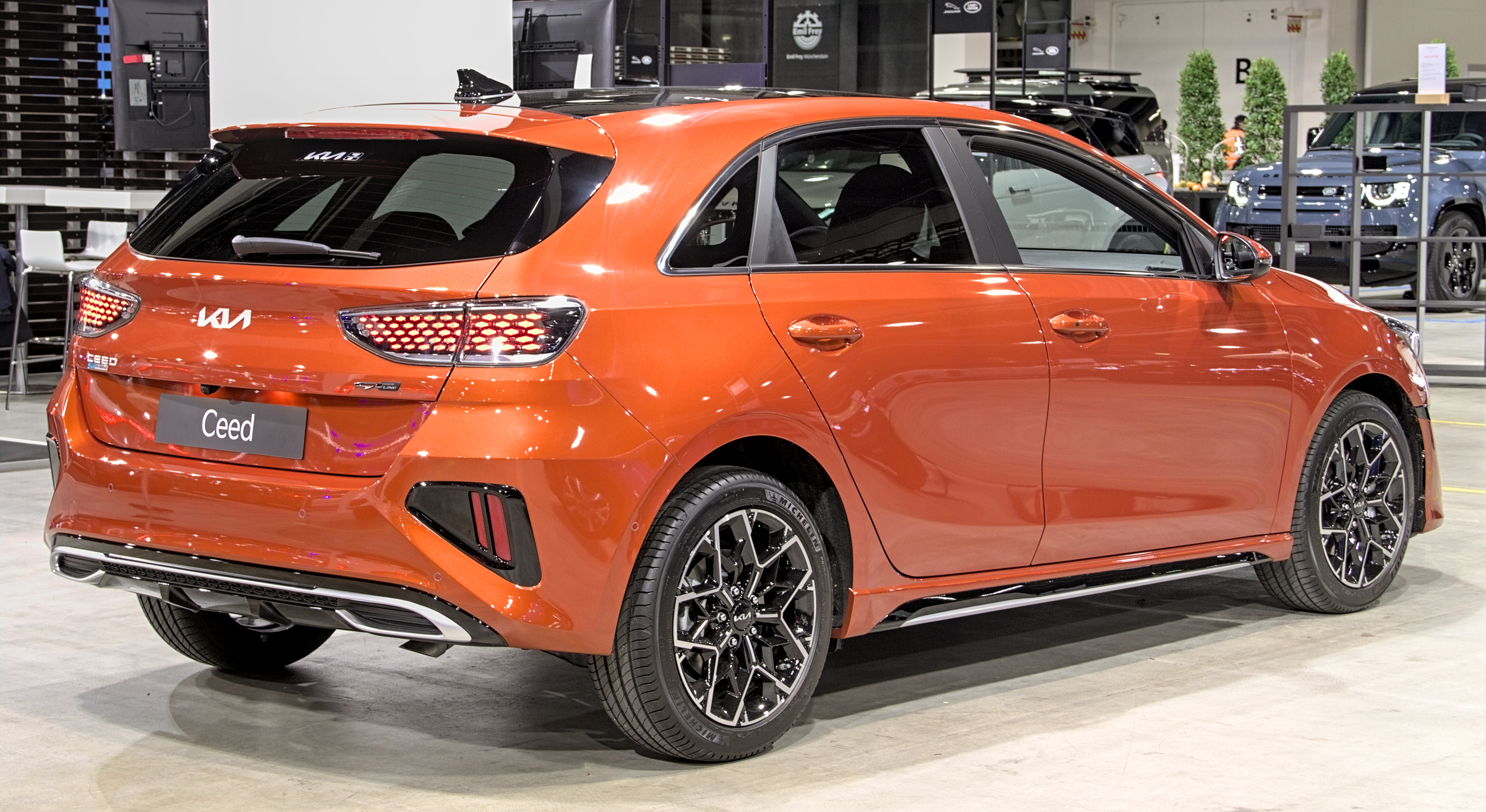
Kia Ceed (з 2021)

У липні 2021 року модель отримала перший рестайлінг, який торкнувся не лише стилю моделей, але й обладнання автомобіля.
Оновлений Ceed відрізняється динамічнішим дизайном, адже з'явились інші світлотехніка (фари повністю світлодіодні), решітка радіатора (на гібридних виконаннях закрита, з контрастною обробкою), бампери з розвиненими повітрозбірниками, нижня решітка та, звичайно, новий логотип марки.
Всередині модель отримала великий панорамний люк, 12,3-дюймову панель приладів, 10,25-дюймовий екран мультимедіа
Нова лінійка двигунів представлена гібридами PHEV та MHEV потужністю від 120 до 204 к.с., а також звичайними бензиновими турбомоторами об'ємом один та півтора літра, є й дизель 1.6.